# Cal Rei (Caldes de Malavella)
Cal Rei és una masia situada als afores del nucli urbà de Caldes de Malavella (Selva), just passada la urbanització es va fer al voltant de la masia de Can Solà Gros i que porta el seu nom. És una obra inclosa en l'Inventari del Patrimoni Arquitectònic de Catalunya.

## Descripció
Presenta una estructura de dues plantes i la teulada a dos nivells amb els vessants inclinats als laterals amb ràfec de doble filera format per una filera de rajols formant un fris de dents de serra i una filera de rajols plans. Les obertures de portes i finestres són quadrangulars amb llinda monolítica, tot i que en el segon pis, just sobre la porta d'entrada s'han conservat unes finestretes gòtiques trevolades que formarien part de l'edifici originari. A la llinda monolítica de la porta d'entrada es conserva la inscripció 17 ANTONI POCH 88. En aquest moment, el 1788, és quan l'edifici originari del segle xv fou reformat, concedint-li gran part de l'aspecte actual, ja que als anys '90 del segle XX l'edifici tornaria a ser reformat, aquesta vegada alçant un pis nou al costat dret, de manera que la teulada quedaria a dos nivells. A la façana principal hi ha un rellotge de sol pintat, amb xifres romanes i una inscripció a la part inferior amb el nom de la casa, Cal Rei, flanquejada per dues corones reials. Al costat de l'edifici, diverses construccions que en el seu moment tingueren ús remader i agrícola, i un garatge.